# Stefan Bena
Stefan Bena (serbisch-kyrillisch Стеван Бена; * 23. August 1935 in Pančevo; † 6. Mai 2012 in Belgrad) war ein jugoslawischer Fußballspieler. Er bestritt sieben Länderspiele für die jugoslawische Fußballnationalmannschaft.

## Karriere

### Verein
Bena entstammt der Jugend von Dinamo Pančevo, für den Klub debütierte er im Alter von 17 Jahren in der Wettkampfmannschaft. 1957 wechselte er zu Vojvodina Novi Sad. Hier blieb er sieben Jahre und bestritt über hundert Spiele für den Klub mit den rot-weißen Trikots. 1964 wechselte er nach Deutschland in die Bundesliga zum TSV 1860 München und bestritt 1965 für die „Löwen“ unter anderem das Finale im Europapokal der Pokalsieger gegen West Ham United (0:2). Im selben Jahr wechselte er zu Hannover 96. Dort stieg er 1966 zu einem der ersten ausländischen Mannschaftskapitäne in der Bundesliga auf. Für die Niedersachsen bestritt er 48 Spiele in der höchsten Spielklasse, wobei ihm drei Tore gelangen. 
1968 ging Bena in die Vereinigten Staaten und spielte dort eine Spielzeit für die Oakland Clippers in der North American Soccer League. Später schnürte er noch kurzfristig für die Dallas Tornado die Fußballschuhe. Anschließend kehrte er nach Jugoslawien zurück, wo er in den 1980er Jahren verschiedene Klubs als Trainer betreute. 1987 zog es ihn erneut ins Ausland, als er nach Malaysia ging. Mit Selangor FA gewann er 1989 und 1990 zweimal die Meisterschaft des Landes. Später war er in Saudi-Arabien tätig, ehe er sich 1995 zur Ruhe setzte.

### Nationalmannschaft
Bena bestritt zwischen 1959 und 1961 sieben A-Länderspiele für Jugoslawien sowie zwei B-Länderspiele. 1960 erhielt er für sein fünftes Länderspiel eine Medaille als Auszeichnung.